# Kaj Larsson (discgolfspelare)

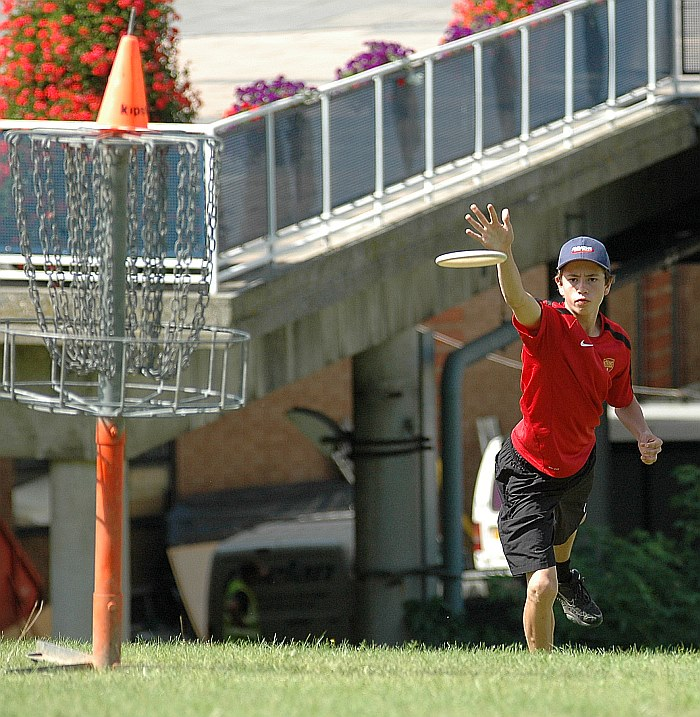
Kaj Larsson

Kaj Larsson, född 22 februari 1996, är en svensk och framgångsrik discgolfspelare från Härnösand, ursprungligen från Kalmar. Han spelar och tränar för närvarande med Härnösands Discgolfklubb.

## Meriter
| Merit                                      | År   |
| ------------------------------------------ | ---- |
| JSM-Guld                                   | 2009 |
| Första plats Norrlandstouren junior        | 2009 |
| JSM-Silver                                 | 2010 |
| SM-Silver Junior                           | 2010 |
| Första Plats Norrlandstouren               | 2010 |
| Fjärde plats Paris Eurotour Junior         | 2010 |
| 14:e plats EM                              | 2010 |
| Första plats Twin Lake Annual              | 2010 |
| Andra plats Sula Open                      | 2010 |
| JVM-Guld                                   | 2011 |
| JSM-Guld                                   | 2011 |
| Andra plats Stockholm Discgolf Open Junior | 2011 |
| Första Plats Sverigetouren Junior          | 2011 |
| JEM-Silver                                 | 2012 |
| Andra Plats Norrlandstouren                | 2012 |
| 20:e plats Copenhagen Open                 | 2012 |
| Lag SM-Guld                                | 2012 |
| 5:e plats Sula Open                        | 2013 |
| 4:e plats Slottsduellen                    | 2013 |
| 8:e plats SM                               | 2013 |
| Lag SM-Guld                                | 2013 |